# السهلة (قرية بحرينية)
السهلة هي قرية تقع في شمال مملكة البحرين في ضواحي العاصمة المنامة. السهلة تقع في المحافظة الشمالية غرب قرية الخميس. تنقسم القرية إلى قسمين أحدهما شمالي والآخر جنوبي ويرجع ذلك إلى بناء طريق سريع يمر من خلال مركز القرية.

## التقسيمات الفرعية
وتنقسم السهلة إلى قسمين:
- السهلة الشمالية
- السهلة الجنوبية

## السهلة الشمالية
تشتهر قرية السهلة الشمالية بالتجارة و الصناعة لانها تحتوي على العديد من المصانع و المتاجر و الورش.

## السهلة الجنوبية
تشتهر[السهلة الجنوبية] بكثرة المزارع و النخيل و السيبان التي هي عبارة عن انهار صغيرة ممتدة من عين عذاري الواقعة في القرية. وفي الوقت الحاضر ازيلت اغلب المزارع و السيبان الممتده من عين عذاري

## النشاط السياسي
في عام 2008 اشتبك المتظاهرون مع الشرطة في القرية ونتج عن هذا الاشتباك احتراق ثلاث سيارات وورشة عمل.

## البنية التحتية
خضع الطريق السريع الذي يمر عبر القرية لأعمال التوسعة.

## أعلام القرية
- جميل الناصر: في عام 2004 حطم الرقم القياسي العالمي لأطول حديث دون توقف بلغت 66 ساعة عن اللغويات العصبية وكسر الرقم القياسي السابق للزيمبابوي ايرول موزاوازي الذي تحدث عن الديمقراطية البولندية لمدة 62 ساعة.[1]